# Vetenskapsåret 1748

## Händelser
- Pompejis ruiner återupptäcks.
- Leonard Euler publicerar Analysis infinitorum, en introduktion till matematisk analys.
- John Fothergill publicerar Account of the Sore Throat, attended with Ulcers, en tidig beskrivning av difteri.
- Lewis Paul uppfinner en maskin för kardning av ull.
- Pierre Bouguer uppfinner heliometern.

### Matematik
- Okänt datum - Leonard Euler publicerar Analysis infinitorum, en introduktion till matematisk analys.[1]

## Pristagare
- Copleymedaljen: James Bradley, brittisk astronom

## Födda
- 27 februari - Anders Sparrman (död 1820), svensk botanist, elev till Carl von Linné.
- 5 mars - Jonas Dryander (död 1810), svensk botanist.
- 10 mars - John Playfair (död 1819), skotsk vetenskapsman.
- 12 april - Antoine Laurent de Jussieu (död 1836), fransk botanist.
- 30 juni - Jean-Dominique Cassini (död 1845), fransk astronom.
- 8 augusti - Johann Friedrich Gmelin (död 1804), tysk naturforskare.
- 9 december - Claude Louis Berthollet (död 1822), fransk kemist.
- Scipione Breislak, italiensk geolog.

## Avlidna
- 1 januari - Johann Bernoulli (född 1667), schweizisk matematiker.
- 4 juni - Aleksej Tjirikov (född 1703), rysk upptäcktsresande.
- 11 december − Ewald Georg von Kleist (född 1700), tysk fysiker.

### Fotnoter
1. ↑  Crilly, Tony (2007). 50 Mathematical Ideas you really need to know. London: Quercus. sid. 25. ISBN 978-1-84724-008-8